# FK Adamíček Český Krumlov
Fotbalový klub Adamíček Český Krumlov byl český futsalový klub z Českého Krumlova. Klub zanikl v roce 2002.
Největším úspěchem klubu byla celkem tříletá účast v nejvyšší soutěži (1993/94, 1995/96, 2001/02).

## Historické názvy
Zdroj: 
- FK Koalko Český Krumlov (Fotbalový klub Koalko Český Krumlov)
- 1994 – FK Adamíček Český Krumlov (Fotbalový klub Adamíček Český Krumlov)

## Umístění v jednotlivých sezonách
Zdroj: 
Legenda: Z - zápasy, V - výhry, R - remízy, P - porážky, VG - vstřelené góly, OG - obdržené góly, +/- - rozdíl skóre, B - body, červené podbarvení - sestup, zelené podbarvení - postup, fialové podbarvení - reorganizace, změna skupiny či soutěže
| Česko (1993 – 2002) |                     |        |                                                             |                                                             |                                                             |                                                             |                                                             |                                                             |                                                             |                                                             |       |          |
| Sezóny              | Liga                | Úroveň | Z                                                           | V                                                           | R                                                           | P                                                           | VG                                                          | OG                                                          | +/-                                                         | B                                                           | P. ZČ | Play-off |
| 1993/94             | 1. celostátní liga  | 1      | 30                                                          | 5                                                           | 1                                                           | 24                                                          | 76                                                          | 159                                                         | -83                                                         | 11                                                          | 15.   |          |
| 1994/95             | 2. celostátní liga  | 2      | 26                                                          | 18                                                          | 2                                                           | 6                                                           | 113                                                         | 75                                                          | +38                                                         | 56                                                          | 2.    |          |
| 1995/96             | 1. celostátní liga  | 1      | 30                                                          | 5                                                           | 3                                                           | 22                                                          | 88                                                          | 171                                                         | -83                                                         | 18                                                          | 15.   |          |
| 1996/97             | 2. celostátní liga  | 2      | 30                                                          | 14                                                          | 1                                                           | 15                                                          | 155                                                         | 162                                                         | -7                                                          | 43                                                          | 7.    |          |
| 1997/98             | 2. liga – sk. Západ | 2      | 22                                                          | 16                                                          | 2                                                           | 4                                                           | 165                                                         | 124                                                         | +41                                                         | 50                                                          | 2.    |          |
| 1998/99             | 2. liga – sk. Západ | 2      | 30                                                          | 22                                                          | 1                                                           | 7                                                           | 223                                                         | 151                                                         | +72                                                         | 67                                                          | 2.    |          |
| 1999/00             | 2. liga – sk. Západ | 2      | 30                                                          | 21                                                          | 3                                                           | 6                                                           | 168                                                         | 110                                                         | +58                                                         | 66                                                          | 3.    |          |
| 2000/01             | 2. liga – sk. Západ | 2      | 26                                                          | 21                                                          | 2                                                           | 3                                                           | 191                                                         | 83                                                          | +108                                                        | 65                                                          | 1.    |          |
| 2001/02             | 1. celostátní liga  | 1      | Klub se odhlásil v průběhu sezóny, výsledky byly anulovány. | Klub se odhlásil v průběhu sezóny, výsledky byly anulovány. | Klub se odhlásil v průběhu sezóny, výsledky byly anulovány. | Klub se odhlásil v průběhu sezóny, výsledky byly anulovány. | Klub se odhlásil v průběhu sezóny, výsledky byly anulovány. | Klub se odhlásil v průběhu sezóny, výsledky byly anulovány. | Klub se odhlásil v průběhu sezóny, výsledky byly anulovány. | Klub se odhlásil v průběhu sezóny, výsledky byly anulovány. | 14.   |          |